# Jesus, lär mig alltid tänka
Jesus, lär mig alltid tänka är en passionspsalm i tjugo verser av Haquin Spegel från 1694. Karl-Gustaf Hildebrand gjorde en bearbetning 1979 då titelraden ändrades till "Jesus, lär mig alltid tänka" och antalet verser minskade till 13.
Melodin är av Heinrich Albert från 1641, nedtecknad i Arien oder Melodeyen, enligt 1939 års koralbok och samma som till 1695 års psalm nr 244: Ach! hwad skal jagh doch begynna. Melodin används i 1986 års psalmbok till psalmen Dig, min Jesus, nu jag skådar. 
|  |
|  |

## Publicerad som
- Nr 158 i 1695 års psalmbok med titelraden "JEsu! lär migh rätt betänckia", under rubriken "Om Christi pino och dödh".
- Nr 75 i 1819 års psalmbok under rubriken "Jesu lidande, död och begravning: Allmänna betraktelser över Jesu lidande".
- Nr 184 i Sionstoner 1935 under rubriken "Passionstiden".
- Nr 75 i 1937 års psalmbok med titelraden "Jesus, lär mig rätt betänka", under rubriken "Passionstiden".
- Nr 147 i Lova Herren 1988 under rubriken "Passionstiden".
- Nr 447 i Den svenska psalmboken 1986 med den nya titelraden "Jesus, lär mig alltid tänka", under rubriken "Fastan".
- Nr 68 i Finlandssvenska psalmboken 1986 med titelraden "Jesus, lär mig rätt betrakta", under rubriken "Fastetiden".